# Pont du Diable (Vérines)
Le pont du Diable est un pont situé au lieu-dit de Vérines dans la commune de Saint-Marcellin-en-Forez dans le département de la Loire, en France. Sa construction a débuté au XIIe siècle. Depuis le 16 mars 1921, il est classé au titre des monuments historiques. Il franchit la Mare.
Le pont n'est pas ouvert à la circulation.